# Region Kolda
Die Region Kolda in der Casamance ist eine Region im Süden des Senegal mit der Hauptstadt Kolda. Das senegalesische Kfz-Kennzeichen ist „KL“.

## Geographische Lage
Die Region Kolda liegt zwischen der Region Sédhiou im Westen und der Region Tambacounda im Osten sowie zwischen den Nachbarstaaten Gambia im Norden und Guinea-Bissau im Süden. Im Südosten gibt es eine kurze gemeinsame Grenze mit Guinea-Conakry.
Die Region ist Quellgebiet einiger wichtiger Flüsse. Sowohl der Casamance als auch sein rechter Nebenfluss Soungrougrou entspringen im Norden nahe der gambischen Grenze und streben nach Westen. Der Oberlauf des Rio Geba führt durch den Süden der Region, bevor er die Grenze nach Guinea-Bissau passiert und bei der Hauptstadt Bissau in den Atlantik mündet.
Im Osten der Region Kolda befindet sich die topographisch markante Ring-Struktur des Vélingara-Kraters. Die Ostgrenze der Region bilden zwei Flüsse: die von Guinea kommende Koulountou und der Gambia, in den sie einmündet.

## Geschichte
2008 wurde aus dem Westteil der Region Kolda die eigenständige Region Sédhiou neu geschaffen. Dabei verkleinerte sich die Region Kolda von 21.011 km² auf 13.721 km².

## Gliederung
Die Region Kolda untergliedert sich in drei Départements:
- Kolda
- Médina Yoro Foulah
- Vélingara

Auf den nächsten Gliederungsebenen sind für 2014 neun Arrondissements, neun Kommunen (Communes), 31 Landgemeinden (Communautés rurales) sowie 1589 amtlich erfasste Dörfer (Villages) zu nennen.